# Marcos Rojo
Marcos Rojo (n. 20 martie 1990, La Plata, Buenos Aires, Argentina) este un fotbalist argentinian care evoluează în prezent pe poziția de fundaș central la clubul Boca Juniors.

## Palmares

### Club
Estudiantes La Plata
- Copa Libertadores: 2009
- Argentine Primera División: 2010 Apertura

Manchester United
- FA Cup: 2015–16
- EFL Cup: 2016–17
- FA Community Shield: 2016
- UEFA Europa League: 2016–17

### Individual
- FIFA World Cup All-Star Team: 2014[3]